# Битва при Гинегате (1479)
Битва при Гинегате (фр. Bataille de Guinegatte) — сражение между нидерландско-габсбургскими и французскими войсками в ходе войны за бургундское наследство, произошедшее 7 августа 1479 года.

## Кампания 1479 года
Военные действия в 1478 году сосредоточились в Пикардии, и проходили вяло, не принеся успеха ни одной из сторон. 11 июля было заключено годичное перемирие. Чтобы не дать империи повода для вмешательства в конфликт, Людовик XI начал вывод войск из Эно и пообещал вернуть Франш-Конте, которое не удалось полностью оккупировать. Тем не менее, он сохранял за собой герцогство Бургундию, и отказывался титуловать Марию Бургундскую и Максимилиана Габсбурга иначе, чем герцогами Австрийскими.
Так как на Франш-Конте перемирие не распространялось, весной 1479 года французы двинули туда крупные силы, ослабив свои контингенты на севере. В Пикардии и Артуа оставались ослабленные военной реформой ордонансовые роты и вольные стрелки маршала Жье и сеньора де Корда, сил которых не хватало для наступательных действий. Этим воспользовался Максимилиан, собравший армию в 27 тыс. человек, и 25 июля подступивший к Теруану. Ввиду неблагоприятного развития событий в графстве Бургундском, Габсбург надеялся добиться успеха в Пикардии до того, как местные части усилятся победоносными войсками из Франш-Конте.
Гарнизон Теруана, под командованием сеньора де Сент-Андре, состоял из 400 копий и 1 500 арбалетчиков. Когда город был окружен и начался артиллерийский обстрел, стало известно, что силы французов приближаются со стороны Эдена. Максимилиан собрал военный совет. Опытные военачальники сомневались в том, что войска выдержат удар французов, так как армия, в основном, состояла из фламандских ополченцев, но герцог, при поддержке более молодых соратников, решил дать сражение. Тяжёлые бомбарды были отправлены в Эр, и с собой армия взяла только лёгкие кулеврины.
Маршал Фландрии сир де Фиенн шёл в авангарде, наведя переправу через реку Крезак. Французская армия, уступавшая противнику числом, но имевшая мощную артиллерию, среди которой выделялась огромная недавно отлитая кулеврина по имени «Большая Бурбонка» (Grande Bourbonnaise), заняла позицию между холмами Анкен и Ангинегат, в просторечии именовавшийся Гинегатом. С этого холма командир французского авангарда сир де Бодрикур увидел приближение фламандских войск.
У французов было 1 800 копий и 14 000 вольных стрелков. Максимилиан выстроил фламандцев в одну глубокую линию, выдвинув вперёд 500 английских лучников Томаса Оригана, рыцаря, служившего ещё Карлу Смелому, и три тысячи немецких аркебузиров. Тяжёлая кавалерия, уступавшая числом французской, была разделена на небольшие отряды по 25 бойцов, которые предполагалось использовать для поддержки пехотных флангов. В составе этой конницы находились знатнейшие фламандские сеньоры и те бургундцы, что остались верны Максимилиану и Марии.
Старинные историки вкладывают в уста герцога прочувствованную речь, в которой он призывал соратников восстановить в этом сражении справедливость и вернуть отнятое французами, на что войска, якобы, ответили дружным воплем: «Так мы и сделаем!» На самом деле, после варварских опустошений, устроенных королевскими наёмниками, ненависть фламандцев к французам не требовалось подогревать речами.

## Сражение
Битву начали английские лучники, по своему обычаю — перекрестившись и поцеловав землю — они открыли стрельбу с криками: «Святой Георгий и Бургундия!»
Лучники и артиллерия нанесли серьёзные потери французам. Кревкёр сформировал отряд из шестисот копий и части стрелков, и двинул его направо, через лес, чтобы обойти противника с фланга. Фламандские жандармы Филиппа фон Равенштейна и Шарля де Кроя также были стянуты к левому крылу; они сумели отразить первую французскую атаку, но силы были неравны, и вторым ударом французы вклинились между жандармами и пехотой, отрезав вражескую кавалерию от основных сил и захватив бургундские пушки.
Смешавшись, фламандская конница бросилась в бегство, преследуемая французами. Историки считали это одной из ошибок французского командования, но всадники не могли удержаться от соблазна, так как за родовитых вражеских кавалеристов можно было получить хороший выкуп. В плен были взяты Мишель де Конде, сир де Грутхусе, Оливье де Крой, фаворит Максимилиана Мартин фон Польхейм, а за Филиппом де Тразеньи, разодевшимся в золотой наряд, украшенный алмазами, гнались до самого Эра, приняв за герцога Австрийского.
Филипп де Коммин пишет, что в преследовании участвовала не вся королевская кавалерия, но к ней присоединились командующий и сеньор де Торси, которым вместо этого следовало продолжать руководить сражением. Это позволило пехоте левого фланга избежать разгрома.
Французские вольные стрелки атаковали пехоту герцога, но фламандцы держались стойко, под командованием двухсот спешившихся дворян из знатных фамилий во главе с самим принцем, и графами фон Нассау и де Ромоном, возглавлявшими две колонны пикинёров. У Максимилиана было около 11 000 фламандских ополченцев, вооруженных пиками и алебардами, и приведенных Жаном Дадизелом, бальи Гента и капитан-генералом Фландрии. На этом участке бой принял наиболее ожесточенный характер. Сам герцог с пикой в руках встал в ряды воинов Жака де Ромона. Лучники и аркебузиры наносили французам большие потери, и после нескольких атак ордонансовые роты так и не смогли прорвать строй фламандцев, ощетинившийся длинными копьями на швейцарский манер.
Французы не могли им ничего противопоставить, так как в их армии не было швейцарцев: кантоны объявили о выходе из войны, а те 6 000 бойцов, которых было позволено навербовать, отправились на покорение Франш-Конте.
Потерпев неудачу, ордонансовые роты и вольные стрелки начали отступать, и Максимилиан отдал приказ о преследовании, когда из Теруана сделал вылазку гарнизон Сент-Андре. К счастью для герцога, теруанцы не пытались помочь своим разбитым товарищам, а с жадностью набросились на фламандский обоз, в котором состоятельные городские ополченцы везли немало ценностей. Чтобы ничего из добычи не пропало, французы устроили беспощадную резню больных, женщин и детей, находившихся при обозе, что лишь увеличило ненависть противника.
Видя, что французы собираются развернуть артиллерию, чтобы поддержать огнём новую атаку, командовавший правым флангом граф де Ромон повел своих людей на штурм вражеского лагеря, и, пользуясь беспорядком, царившим у противника, ворвался туда «как лев среди львят», по выражению Жана Молине, не прекратив атаки даже после ранения в ногу. Французы бросились бежать, и жандармерия, возвращавшаяся из погони, не смогла их остановить, так как всадники прибывали небольшими группами.

## Итоги
В сражении, длившемся с двух часов дня до восьми вечера, войска Максимилиана победили, но успех достался дорогой ценой. Почти вся жандармерия или погибла, или попала в плен, и, по мнению Коммина, потери у фламандцев превысили французские. Кроме того, королевская армия, хотя и бежала с поля боя, но не была полностью разгромлена. Отступив в Бланжи, Кревкёр быстро собрал свои войска.
Коммин, вернувшийся в это время из Италии, застал короля в сильном расстройстве.

Эта битва поначалу привела его в ужас, поскольку он считал, что ему не сказали всей правды и что она была полностью проиграна; а он прекрасно понимал, что если она проиграна, то, значит, он потерял все, что захватил у Бургундского дома в этих краях, и в других местах его положение станет очень ненадежным. Однако, узнав всю правду, он успокоился и отдал распоряжение, чтобы впредь без его ведома ничего подобного не предпринимали. А монсеньором де Кордом он даже остался весьма доволен.— Филипп де Коммин. Мемуары, с. 237—238
Официально Людовик приказал объявить по всем городам о большой победе, и приказал петь Te Deum, но через Кревкёра объявил выговор гарнизону Теруана, указав, что если бы они атаковали противника с таким же усердием, с каким резали в обозе женщин и детей, то битва была бы выиграна, они же вместо этого только опозорили своим поступком его правление, и добавив, что зверства солдат в отношении крестьянского населения вызывают закономерную ответную реакцию. Таким образом, по мнению историков, Людовик, всё больше склонявшийся к поискам дипломатического решения конфликта, декларировал окончание политики террора на оккупированных землях.

С этого именно момента он решил начать мирные переговоры с герцогом Австрийским, но так, чтобы они принесли наибольшую выгоду и чтобы в результате их можно было настолько связать руки герцогу с помощью его же собственных подданных (которые, как он знал, склонялись к тому же, чего добивался и он сам), что он никогда не сможет причинить ему вред.— Филипп де Коммин. Мемуары, с. 238
Победа при Гинегате была воспета в нидерландских патриотических песнях, но осталась бесплодной, так как Максимилиан не имел сил для развития успеха и не смог овладеть Теруаном.

Герцог потерял убитыми и взятыми в плен больше, чем мы, но поле боя осталось за ним; уверен, что, если бы ему посоветовали вернуться к Теруану, он не застал бы там ни души, так же как и в Аррасе. Но, на свою беду, он не решился на это; правда, в таких случаях не всегда ясно, что нужно делать, а кроме того, у него были и некоторые опасения.— Филипп де Коммин. Мемуары, с. 237
Ганс Дельбрюк также задаётся вопросом, «почему эта победа не повлекла за собою падения Теруана и почему Максимилиан отказался продолжать поход и распустил свое войско». По его словам, результаты крупнейшего сражения войны были настолько незначительными, что если бы мы не имели нескольких надёжных свидетельств победы Габсбурга, то вполне могли бы в ней усомниться. Немецкий исследователь предполагает, что казна герцога была пуста и он не мог заплатить даже небольшому войску, которое требовалось для взятия Теруана или, возможно, фламандцы опасались усиления его власти в результате победоносной кампании и отказались продолжать поход.

Поэтому с политической точки зрения битва при Гинегате не имела никакого значения; с военной же точки зрения она представляет собою поворотный пункт. Банды нидерландской пехоты, которые в следующем поколении играли такую значительную роль, по-видимому, имели своими родоначальниками победителей при Гинегате, а для французов их поражение послужило толчком для реформы их военной организации, реформы, отразившейся, пожалуй, и на Испании. Но прежде всего эта нидерландская пехота явилась предтечей ландскнехтов.— Дельбрюк Г. История военного искусства в рамках политической истории. Т. 4, с. 12